# Ibei HaNahal
Ibei HaNahal (en hebreu: איבי הנחל) és un lloc d'avançada i un assentament israelià situat en el bloc d'assentaments de Gush Etzion situat en la Cisjordània ocupada per Israel. Els seus habitants van establir l'assentament com una ecovila. El lloc d'avançada es troba sota la jurisdicció del Consell Regional de Gush Etzion. La comunitat internacional considera que els assentaments israelians a Cisjordània són il·legals segons el dret internacional, però el govern israelià no està d'acord amb aquesta afirmació.